# Região Geográfica Intermediária de Campinas
A Região Geográfica Intermediária de Campinas é uma das onze regiões intermediárias do estado brasileiro de São Paulo e uma das 134 regiões intermediárias do Brasil, criadas pelo Instituto Brasileiro de Geografia e Estatística (IBGE) em 2017. É composta por 87 municípios, distribuídos em onze regiões geográficas imediatas.
Sua população total estimada pelo Instituto Brasileiro de Geografia e Estatística (IBGE) para 1º de julho de 2018 é de 6 951 682 habitantes, distribuídos em uma área total de 24 769,309 km².
Campinas é o município mais populoso da região intermediária, com 1 988 876  habitantes, de acordo com estimativas de 2018 do Instituto Brasileiro de Geografia e Estatística (IBGE).

## Regiões geográficas imediatas
| Região geográfica imediata   | Municípios | População Estimativa 2018 | Área (km²) |
| ---------------------------- | --- | ------------------------- | ---------- |
| Campinas                     | Americana Artur Nogueira Campinas Cosmópolis Elias Fausto Holambra Hortolândia Indaiatuba Jaguariúna Monte Mor Nova Odessa Paulínia Pedreira Santa Bárbara d'Oeste Santo Antônio de Posse Sumaré Valinhos Vinhedo | 3 089 215                 | 3 415,181  |
| Jundiaí                      | Cabreúva Campo Limpo Paulista Itatiba Itupeva Jarinu Jundiaí Louveira Morungaba Várzea Paulista | 937 484                   | 1 738,490  |
| Piracicaba                   | Águas de São Pedro Capivari Charqueada Laranjal Paulista Mombuca Piracicaba Rafard Rio das Pedras Saltinho Santa Maria da Serra São Pedro                                                                         | 601 552                   | 3 710,316  |
| Bragança Paulista            | Atibaia Bom Jesus dos Perdões Bragança Paulista Joanópolis Nazaré Paulista Pedra Bela Pinhalzinho Piracaia Socorro Tuiuti Vargem                                                                                  | 470 563                   | 3 217,058  |
| Limeira                      | Cordeirópolis Engenheiro Coelho Iracemápolis Limeira | 372 033                   | 943,349    |
| Mogi Guaçu                   | Estiva Gerbi Itapira Mogi Guaçu Moji Mirim | 328 925                   | 1 903,021  |
| São João da Boa Vista        | Aguaí Águas da Prata Casa Branca Espírito Santo do Pinhal Santa Cruz das Palmeiras Santo Antônio do Jardim São João da Boa Vista Tambaú Vargem Grande do Sul                                                      | 314 849                   | 3 621,633  |
| Araras                       | Araras Conchal Leme Santa Cruz da Conceição | 267 627                   | 1 380,625  |
| Rio Claro                    | Analândia Corumbataí Ipeúna Rio Claro Santa Gertrudes | 247 581                   | 1 391,298  |
| São José do Rio Pardo-Mococa | Caconde Divinolândia Itobi Mococa São José do Rio Pardo São Sebastião da Grama Tapiratiba | 186 725                   | 2 580,091  |
| Amparo                       | Águas de Lindóia Amparo Lindóia Monte Alegre do Sul Serra Negra | 135 128                   | 868,247    |
| Total                        | 87 | 6 951 682                 | 24 769,309 |